# Глобалізм
Глобалі́зм — сукупність переконань і поглядів на глобалізацію, які полягають в позитивній її оцінці і розглядають глобалізацію як найважливіший процес, що відбувається в сучасному світі. Багато тверджень глобалізму (зокрема, некритичний підхід до глобалізації) є об'єктом критики анти- і альтерглобалістів. Глобалізм може також означати певний напрям політики у глобальному масштабі, або глобальний масштаб соціальних явищ.
Глобалізм відноситься до різних сфер застосування, що виходить за рамки просто міжнародної системи. Він використовується політологами, такими як Джозеф Най, для опису «спроб зрозуміти всі взаємозв'язки сучасного світу і виділити зразки, які лежать в основі (і пояснити) їх». Хоча в першу чергу асоціюється зі світовими системами, його можна використовувати для опису інших світових тенденцій. Цей термін використовується також зловмисниками глобалізації, такими як популістські рухи.
Термін схожий на інтернаціоналізм та космополітизм.

## Політологічні визначення
Пол Джеймс визначає глобалізм, "принаймні в його більш конкретному використанні […] як домінуючу ідеологію та суб'єктивність, пов'язані з різними історично-домінуючими формами глобального розширення. Визначення, таким чином, означає, що існували досучасні або традиційні форми глобалізму і глобалізація задовго до того, як рушійна сила капіталізму прагнула колонізувати кожен куточок земної кулі, наприклад, повернувшись до Римської імперії у другому столітті нашої ери, а можливо, до греків V століття до нашої ери.
Манфред Стігер розрізняє різні типи глобалізму, такі як глобалізм справедливості, глобалізм джихаду та глобальний ринок. Ринковий глобалізм включає ідеологію неолібералізму. У деяких руках, зведення глобалізму до єдиної ідеології ринкового глобалізму та неолібералізму призвело до плутанини. Наприклад, у своїй книзі «Крах глобалізму та відновлення світу» за 2005 р. Канадський філософ Джон Ралстон Сол трактував глобалізм як спільний з неолібералізмом та неоліберальною глобалізацією. Він стверджував, що, будучи  не неминучою силою, глобалізація вже розпадається на суперечливі частини, і що громадяни відновлюють свої національні інтереси як позитивними, так і руйнівними способами.
Крім того, американський політолог Джозеф Най, співзасновник теорії міжнародних відносин неолібералізму, узагальнив термін, стверджуючи, що глобалізм посилається на будь-який опис і пояснення світу, який характеризується мережами зв'язків, що охоплюють багатоконтинентальні відстані; в той час як глобалізація стосується збільшення або зниження ступеня глобалізму. Це використання терміна зародилося і продовжує використовуватися в академічних дискусіях про економічний, соціальний та культурний розвиток, що характеризується як глобалізація. Термін використовується в конкретному і вузькому способі для опису позиції в дискусії про історичний характер глобалізації (тобто, чи є глобалізація безпрецедентною чи ні).
Він був використаний для опису міжнародних зусиль, розпочатих після Другої світової війни, таких як ООН, Варшавський пакт, Організація Північноатлантичного договору та Європейський Союз, а іноді й пізніша неоліберальна та неоконсервативна політика «націобудування» та військовий інтервенціонізм між закінченням «холодної війни» у 1991 р. та початком війни з терором у 2001 р.

## Аргументи на користь
Прихильники глобалізму вірять у глобальне громадянство; тобто проблеми людства можна вирішити демократичним глобалізмом. Демократичний глобалізм — це ідея про те, що всі люди мають права, незалежно від того, де вони живуть, і що загальна свобода та права людини можуть сприяти усьому людству. Громадяни світу вірять у громадянський глобалізм і що мислячи глобально та діючи локально, вони можуть спричинити позитивні зміни через усі бар'єри.

## Аргументи проти
Аргументи проти глобалізму подібні до тих, що рухаються проти глобалізації, серед яких втрата культурної ідентичності, видалення історії громади, конфлікт цивілізації, втрата політичного представництва та крах демократичного процесу на користь глобально-керованого відкритого суспільства. Однак термін «глобаліст» також використовувався як приниження для політичних ворогів, зліва в контексті антиглобалізаційного руху 90-х років і протестів, а праворуч — як суперечка «космополітів» або тих, хто виступає за інтернаціоналістськими проектами над національними. Наприклад, під час виборів і президентства президента США Дональда Трампа та членів його адміністрації неодноразово застосовували термін глобаліст. Адміністрація звинувачувалася в тому, що він використовував цей термін як антисемітський «свист собаки», щоб пов'язувати своїх критиків з єврейською змовою.

## Історія концепції
Цей термін вперше набув широкого вжитку в США. Багато з цих ранніх застосувань терміна «глобаліст» в американській англійській мові були принизливими вжитками маргінальних політичних груп, таких як Ku Klux Klan та неонацисти.
Сучасна концепція глобалізму виникла в післявоєнних дебатах 40-х років у Сполучених Штатах. У своєму становищі безпрецедентної сили американські планувальники сформулювали політику, щоб організувати той тип повоєнного світу, який вони хотіли, що в економічному плані означало б капіталістичний порядок, що охоплює земну кулю, орієнтований виключно на США. Це був період, коли глобальна потужність США була на висоті: країна була найбільшою економічною силою, яку світ коли-небудь знав, з найбільшою військовою машиною в історії людства. Як заявив штат Джорджа Кеннана в політичному плані в лютому 1948 року: "Ми маємо близько 50 % світового багатства, але лише 6,3 % його населення. […] Нашим реальним завданням у наступний період є розробка модель відносин, яка дозволить нам зберегти цю позицію невідповідності ". Союзники та вороги Америки в Євразії до цього часу одужували після Другої світової війни.
Американський історик Джеймс Пек описав цю версію глобалізму як «прозорливий глобалізм». Пер Пек, це було далекосяжною концепцією «американсько-орієнтованого глобалізму держави, що використовує капіталізм як ключ до його глобального досягнення, інтегруючи все, що може, в таке починання». Це включало глобальну економічну інтеграцію, яка зазнала краху під час Першої світової війни та Великої депресії.

Сучасний глобалізм пов'язаний з ідеями економічної та політичної інтеграції країн та економік. Першою особою в США, яка застосувала термін «економічна інтеграція» в сучасному розумінні (тобто об'єднання окремих економік у більші економічні регіони), був Джон С. де Берс, економіст Міністерства фінансів США, наприкінці 1941. До 1948 р. «Економічна інтеграція» з'являлася у все більшій кількості американських документів і промов. Пол Гофман, тодішній глава Адміністрації економічного співробітництва, вжив цей термін у виступі 1949 року до Організації європейського економічного співробітництва. Як висловлюється The New York Times,
Пан Гофман використовував слово «інтеграція» п'ятнадцять разів або майже один раз на кожну сотню слів своєї промови. Це слово, яке рідко, якщо коли-небудь застосовувалося європейськими державними діячами, пов'язане з планом Маршалла, щоб описати, що має статися з економікою Європи. Було зауважено, що жоден такий термін чи мета не включалися до зобов'язань, які європейські країни дали, погодившись на план Маршалла. Отже, європейцям здавалося, що «інтеграція» — це американська доктрина, яка накладалася на взаємні стосунки, здійснені, коли розпочався план Маршалла…
Глобалізм виник як домінуючий набір ідеологій наприкінці XX століття. У міру розселення цих ідеологій і в міру активізації різних процесів глобалізації вони сприяли зміцненню глобальної уявної. У 2010 році Манфред Штегер та Пол Джеймс теоретизували цей процес з точки зору чотирьох рівнів змін: зміни ідей, ідеологій, уяв та онтологій.